# Kaliningrad Stadion
Kaliningrad Stadion (også kendt som Arena Baltika) er et stadion i Kaliningrad i Rusland. Stadionet blev bygget op til Ruslands værtsskab ved VM i fodbold 2018 med planlagt indvielse 12. maj 2018. Efter VM ventes stadion at blive hjemmebane for klubben FC Baltika Kaliningrad.
Byggeriet af Kaliningrad Stadion startede i 2015 og blev afsluttet i 2018. Den samlede pris for stadionets etablering ventes at ligge på ca. 250 millioner euro.

## VM i 2018
Som et ud af i alt 12 stadioner blev Kaliningrad Stadion udvalgt som spillested ved VM i fodbold 2018. Det blev besluttet, at stadion skulle lægge græs til fire gruppespilskampe.

## Galleri
- Kaliningrad Stadion med Kaliningrad i baggrunden
- Kaliningrad Stadion under opførsel (2017)
- Kaliningrad Stadion under opførsel (2017)
- Byggeriet af Kaliningrad Stadion i gang (2017)